# Salpingoecidae
Famille
Les Salpingoecidae sont une famille de protozoaires de la classe des Choanoflagellatea et de l’ordre des Craspedida.

## Étymologie
Le nom de la famille vient du genre type Salpingoeca, dérivé du grec σαλπινγ / salping « trompe, trompette », et οεκ / oek « maison, habitat », littéralement « habitant d'une trompe » 

## Description
Max Braun décrit ainsi la famille des Salpingoecidae « animalcules sécrétant et habitant des gaines protectrices indépendantes ou socialement unies ou loricae, qui sont soit flottantes, soit attachées, de manière sessile ou par l'intermédiaire d'un pédicule distinct, à des objets aquatiques ; ils sont un unique flagelle, en position terminale, entouré latéralement par un collier membraneux bien développé ; leurs vésicules contractiles sont au nombre de deux ou plus, et sont situées postérieurement ; leur endoplaste est « sous-central ». »

## Habitat
Les espèces appartenant à la famille des Salpingoecidae, vivent en eau salée et en eau douce.

## Liste des genres
Selon IRMNG (13 avril 2025) :
- Astrosiga W.S. Kent, 1880
- Aulomonas Lackey, 1942
- Choanoeca Ellis, 1933
- Cladospongia Iyengar & Ramanathan, 1940
- Codonocladium F. Stein, 1878
- Codonoeca H. James-Clark, 1866
- Codonosigopsis Senn in Engler & Prantl, 1900
- Codosiga James-Clark, 1866
- Desmarella Kent, 1878
- Dicraspedella Ellis, 1933
- Diploeca Ellis, 1933
- Diplosiga Frenzel, 1891
- Diplosigopsis Francé, 1897
- Hartaetosiga Carr, Richter & Nitsche in Carr et al., 2017
- Kentia J. Schiller, 1953
- Lagenoeca  W.S. Kent, 1880
- Microstomoeca Carr, Richter & Nitsche in Carr et al., 2017
- Monosiga Kent, 1878
- Mylnosiga Carr, Richter & Nitsche in Carr et al., 2017
- Pachysoeca Ellis, 1933
- Paramonosiga Jeuck, Arndt & Nitsche, 2014
- Proterospongia Kent, 1882
- Salpingoeca (en) James-Clark, 1866 : genre type
- Salpingorhiza Klug, 1936
- Sphaeroeca Lauterborn, 1894
- Stagondoeca Carr, Richter & Nitsche in Carr et al., 2017
- Stelexomonas Lackey, 1942
- Stylochromonas Lackey, 1940

## Systématique
Le nom valide de ce taxon est Salpingoecidae Kent, 1880.
Salpingoecidae a pour synonymes :
- Codonosigaceae
- Codonosigidae Kent, 1880-1882
- Codosigaceae
- Codosigidae
- Craspedomonadidae
- Monosigaceae
- Salpingoecaceae

## Publication originale
- (en) Saville-Kent, W. 1880. A manual of the Infusoria: including a description of all known flagellate, ciliate, and tentaculiferous protozoa, British and foreign, and an account of the organization and affinities of the sponges. Volume I. David Bogue, 1880-1881, page 329 : Lire en ligne.